# Anthony Nelson

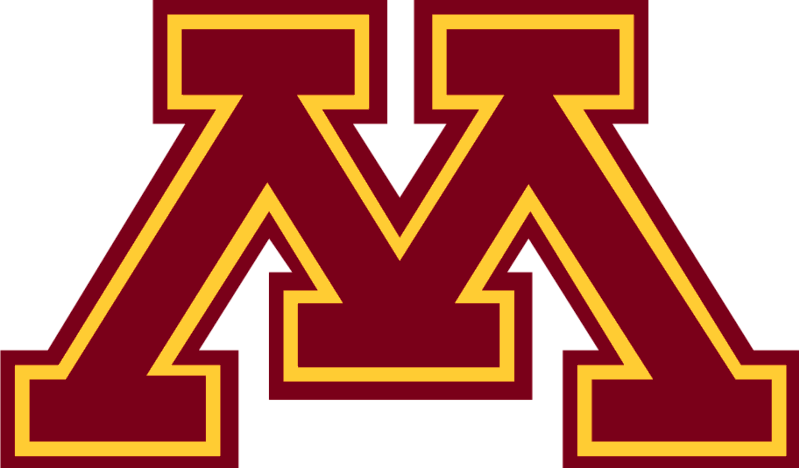
Zawodnik Minnesota Golden Gophers

Anthony "Tony" Robert Nelson (ur. 27 września 1990) – amerykański zapaśnik walczący w stylu wolnym. Mistrz panamerykański w 2020. Trzeci w Pucharze Świata w 2019 roku.
Zawodnik Cambridge-Isanti High School i University of Minnesota. Cztery razy All-American (2011–2014) w NCAA Division I; pierwszy w 2012 i 2013; drugi w 2014 i siódmy w 2011 roku.